# Nesticus longiscapus
Espèce
Nesticus longiscapus est une espèce d'araignées aranéomorphes de la famille des Nesticidae.

## Distribution
Cette espèce est endémique du Japon.

## Liste des sous-espèces
Selon World Spider Catalog (version 19.0, 21/02/2018) :
- Nesticus longiscapus awa Yaginuma, 1978
- Nesticus longiscapus draco Yaginuma, 1978
- Nesticus longiscapus kiuchii Yaginuma, 1978
- Nesticus longiscapus longiscapus Yaginuma, 1976

## Publications originales
- Yaginuma, 1976 : Nesticid spiders (Araneae, Nesticidae) of Kôchi Prefecture, Shikoku, Japan. Journal of the Speleological Society of Japan, vol. 1, p. 16-27.
- Yaginuma, 1978 : Nesticid spiders of Shikoku, Japan. Faculty of Letters Revue, Otemon Gakuin University, vol. 12, p. 151-160.